# Tisová
Tisová (733 m n.p.m.) – szczyt w Sulowskich Wierchach na Słowacji. Wznosi się nad wsiami Veľká Čierna i Malé Lednice.
Tisová znajduje się w południowej części Sulowskich Wierchów zwanej Sulowskimi Skałami, na grzbiecie ciągnącym się od Žibrida (867 m) w kierunku południowo-zachodnim przez szczyt Dubica, przełęcz Marek, szczyty Vysoký vrch i Tisová do szczytu Dúpna.
Tisová jest porośnięta lasem, ale jej grzbiet jest w dużej części skalisty. Na wschodnim stoku znajduje się Holotova jaskyňa, a w jego dolnej części wypływa Lednický potok, na zachodnim stoku wypływa jeden z dopływów potoku Bodianka. Zachodnim zboczem biegnie szlak turystyczny.
  Domaniža, Rybniky – Dúpna – Sedlo pod Dúpnou – Tisová – Bodiná.